# Setophaga pinus
La reinita del pinar (Setophaga pinus), también denominada chipe nororiental, chipe pinero, bijirita del pinar, cigüita del pinar y reinita de los pinos, es una especie de ave paseriforme de la familia de los parúlidos que vive en Norteamérica oriental. Hay poblaciones migratorias y sedentarias, todas ellas del oriente de América del Norte.

## Descripción

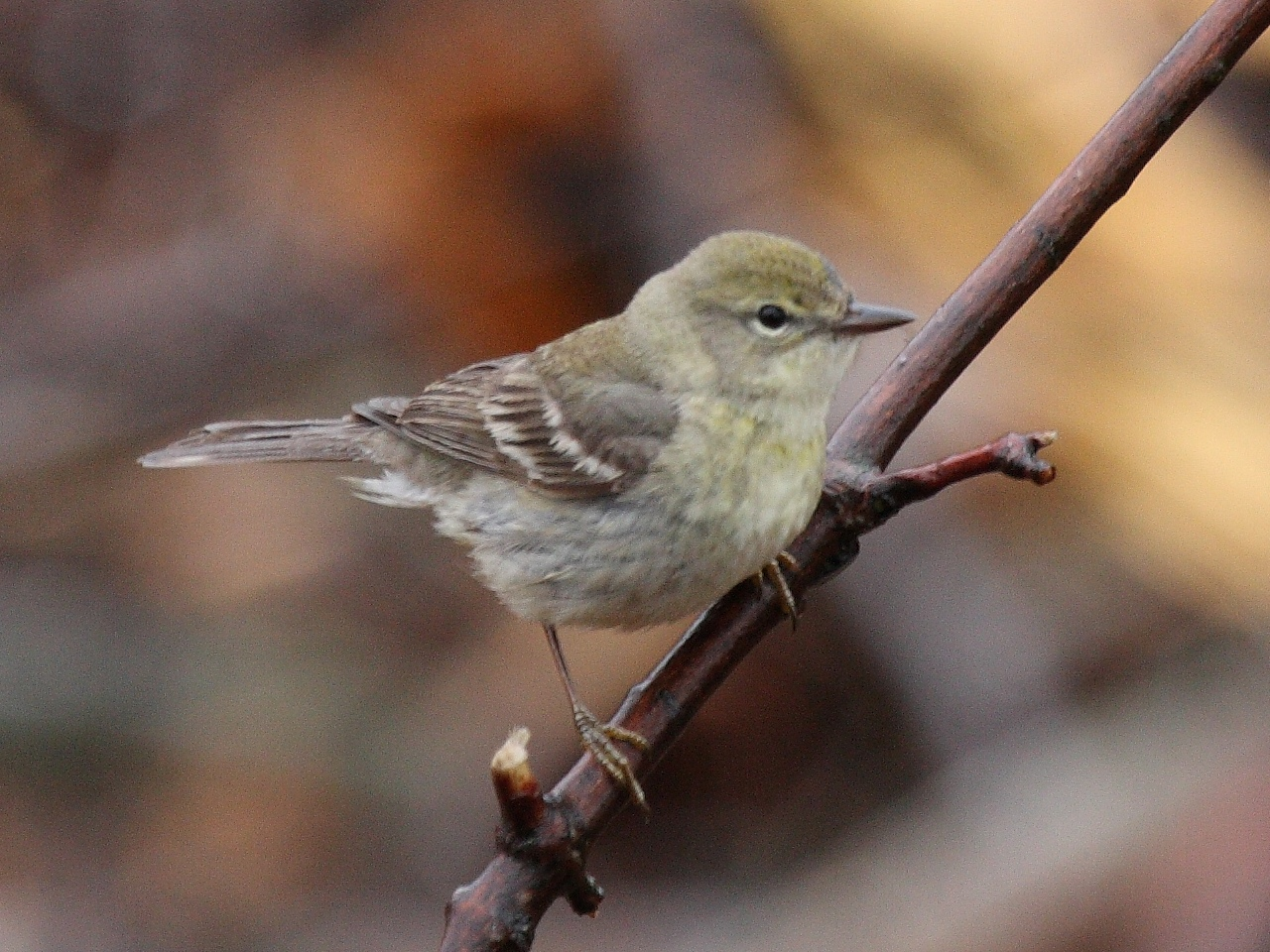
Hembra adulta.

Los adultos miden entre 12 y 13 cm de longitud del pico a la cola. El plumaje del macho es amarillo oliváceo en las partes dorsales, más oscuro en las alas y cola. En las alas hay dos barras blancas, y algunas manchas blancas en la cola. Las garganta y el pecho son amarillos, con los costados oliváceos, y el vientre y las plumas cobertoras inferiores de la cola son de color blanco. 
La hembra es de plumaje opaco, verde olivo en las partes dorsales y amarillenta en garganta y pecho, con los flancos oliváceos.
Los individuos juveniles y las hembras en época no reproductiva son pardo-oliváceos o grisáceos, con dos barras blancuzcas en cada ala. La garganta y el pecho son blancuzcos, con matices amarillentos.

## Distribución
Se distribuye en el oriente de América del Norte, desde la región de los Grandes Lagos (sur de Ontario y de Quebec, en Canadá) hasta Texas y Florida, Estados Unidos. Las poblaciones norteñas migran al sur; dándose registros ocasionales en el noreste de México y en las Antillas. Las poblaciones del sur de los Estados Unidos son residentes.

## Hábitat
Habita principalmente en bosques mixtos de pino-encino. 